# پارک اورچاردز، ویکتوریا
پارک اورچاردز (به انگلیسی: Park Orchards) یک منطقهٔ مسکونی در استرالیا است که در ویکتوریا (استرالیا) واقع شده است.

## جستارهای وابسته

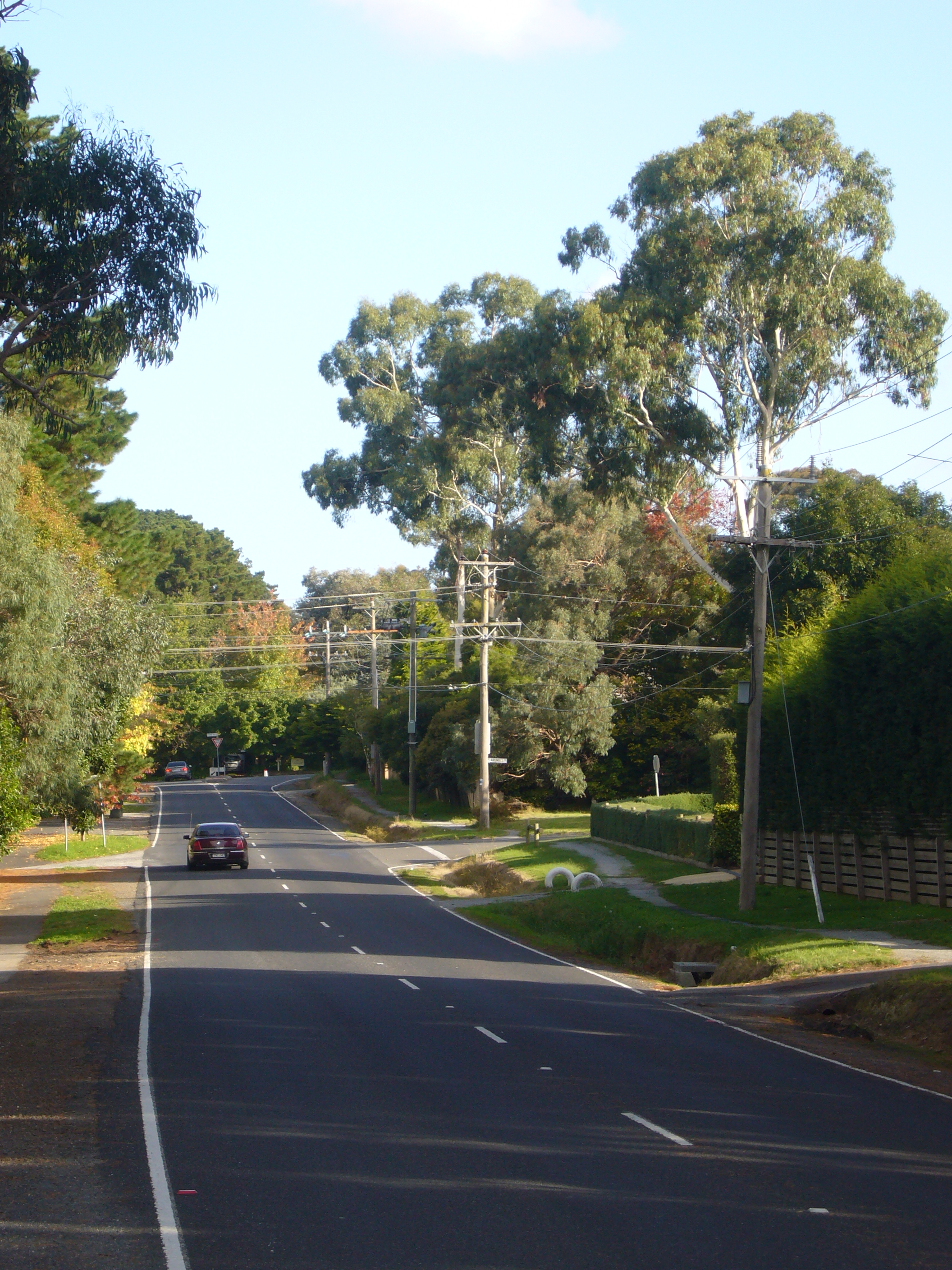
جاده نی

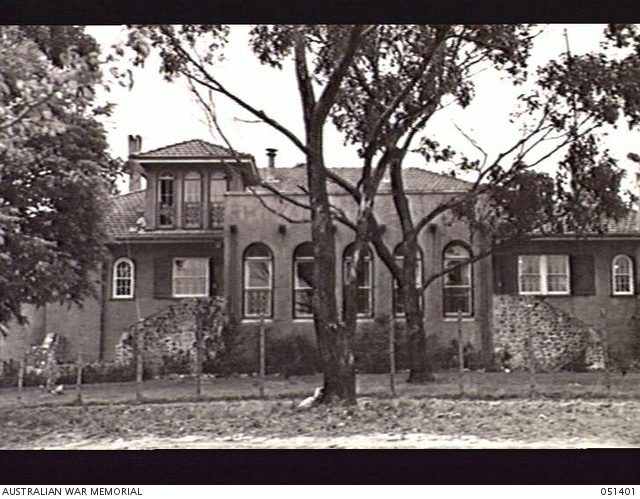
بنای چالت در ۱۹۴۳ هنگامیکه توسط ارتش استرالیا مورد استفاده قرار می‌گرفت.

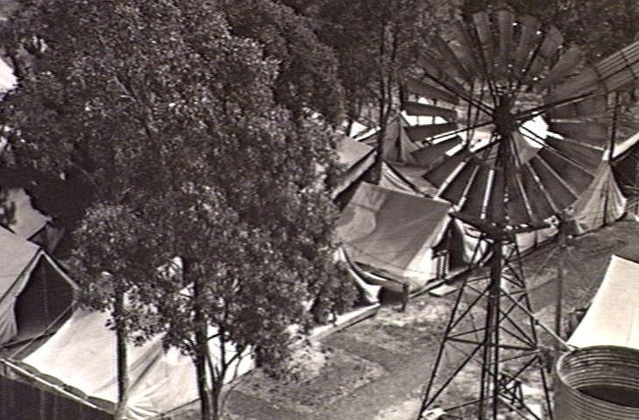
انبارها در پشت چالت هنگامیکه توسط ارتش استرالیا در ۱۹۴۳ استفاده می‌شد.